# 白毛女
《白毛女》是1940年代抗日戰爭末期在中国共产党的解放区创作的一部文艺作品。此作品后来被改编成多种艺术形式。

## 创作背景
1942年5月2日，毛泽东在陕西延安发表《在延安文艺座谈会上的讲话》，提出文艺不是超阶级的，文艺要和工农兵群众结合。在同一个时期，延安的共产党人还发动了整风运动和大生产运动。这使得延安的文艺工作者意识到要创作出一个全新的反映共产党的理念的艺术作品。
1945年中共七大准备召开之际，当时苏联红军已经向德国反攻，第二次世界大战快要結束。延安的鲁迅艺术学院的一些艺术家，包括贺敬之、丁毅、马可、张鲁等，在院长周扬的指示下，根据“白毛仙姑”的传说，创作出歌剧《白毛女》。《白毛女》将强烈的浪漫主义精神和共产党的阶级斗争理论结合在一起，成为解放区文艺标志物，迅速风靡各个解放区。之后这出歌剧还在国统区演出，广受赞誉。
《白毛女》的主题是“旧社会把人逼成鬼、新社会把鬼变成人”。

## 人物原型

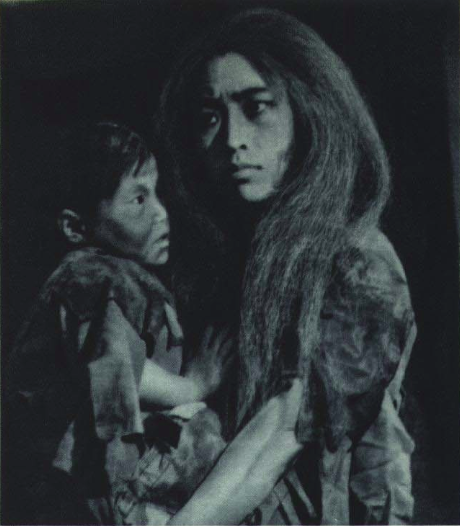
剧中的白毛女

1930年代末就在晋察冀边区一带流传“白毛仙姑”的故事。1944年5月，《晋察冀日报》记者李满天给周扬写信，讲述这一故事：在河北省平山县的一个山洞里，住着一个浑身长满白毛的仙姑。仙姑法力无边，能惩恶扬善，扶正祛邪，主宰人间的一切祸福。也有说法说白毛仙姑在山西。
后来还有人说四川的罗昌秀是现实中的“白毛女”。但是，罗是1956年才被民兵从深山野林里救出来，不可能是白毛女的原型。
还有一种说法说白毛女的故事出于贺敬之的故乡江苏邳州，这也是不可能的。因为周扬最早指定《白毛女》的编剧的作品不合意，周扬临时指派贺敬之进行编剧。《白毛女》的想法在贺敬之加入之前就有了。

## 故事梗概

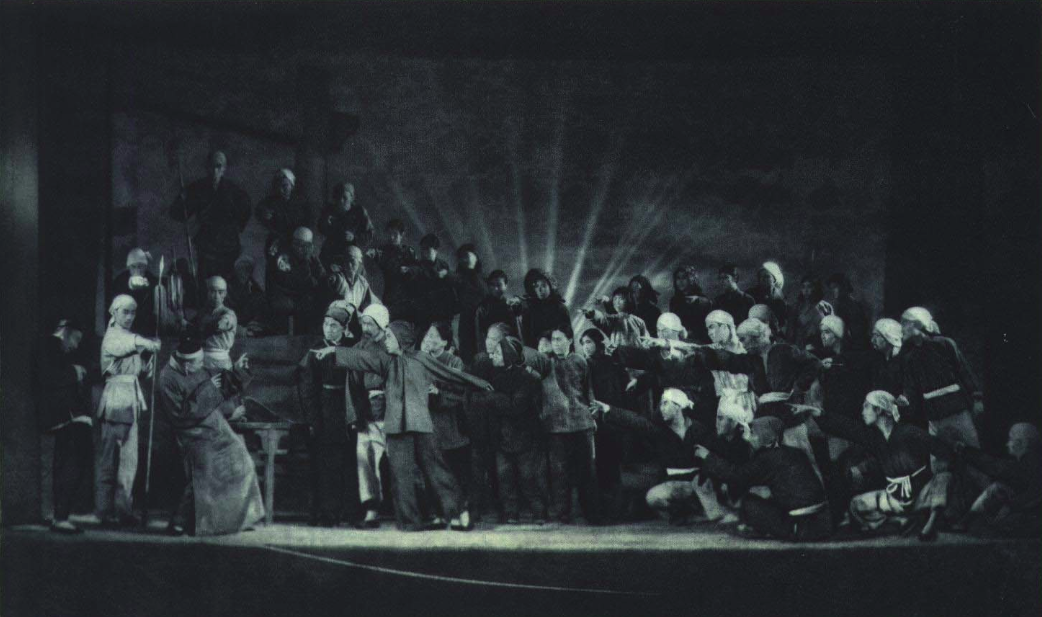
黄世仁被批斗

佃农杨白劳与女儿喜儿相依为命，喜儿与同村青年农民大春相爱。杨白劳因生活所迫向地主黄世仁借了高利贷，之后外出逃债。
在除夕之夜，杨白劳偷偷回家。黄世仁闻讯后便强迫杨白劳卖女抵债，杨白劳喝了製豆腐用的鹽滷自杀（在芭蕾舞劇的版本中被黄世仁用手枪打死）。
喜儿被抢进黄家，遭黄世仁奸污，逃入深山，头发全白。两年后，大春随八路军回乡，在山洞里找到喜儿，替她申冤雪恨。结尾处，村民们和喜儿一起开会声讨黄家的罪行，庆贺穷苦人的重见天日。

## 舞剧场次
序　幕：压不住的怒火
第一场：深仇大恨
第二场：冲出虎狼窝
第三场：要报仇
第四场：盼东方出红日
第五场：红旗插到杨各庄
第六场：见仇人烈火烧
第七场：太阳出来了
第八场：将革命进行到底
尾　声：百万工农齐奋起

## 艺术形式
- 1945年延安鲁迅艺术学院的多人创作了歌剧《白毛女》。4月28日，也就是中共七大召开的前一天，《白毛女》在延安中央党校礼堂举行了首场演出。编剧是鲁艺文学系的贺敬之、丁毅，作曲是音乐系的马可、张鲁、瞿维、向隅、李焕之。导演王滨、王大化、舒强。王昆演喜儿，凌子风演杨白劳，陈强演黄世仁。歌剧音乐用民歌“小白菜”等作基调，大受欢迎[6]。
- 1951年初上映的电影《白毛女》。编导水华和王滨。田华饰喜儿，张守维饰杨白劳，李百万饰大春，陈强饰黄世仁。影片1951年荣获第六届卡罗维发利国际电影节特别荣誉奖，1957年荣获文化部优秀影片一等奖。
- 1955年日本松山芭蕾舞团的清水正夫、松山树子首创芭蕾版《白毛女》，並於1958年訪問中国表演。
- 京剧版创作于1958年，由中国京剧院和北京燕鸣京剧团（后并入北京京剧团）同时创编，赵燕侠率先演出。中国京剧院版由杜近芳饰演喜儿（花旦、青衣两门抱），李少春饰演杨白劳（老生），袁世海饰演黄世仁（花脸），叶盛兰饰演大春（小生）、骆洪年饰演穆仁智（丑）、李金泉饰演王大婶（老旦）、雪艳琴饰演黄母（花旦，老旦扮相）、侯玉兰饰演张二婶（青衣）。该剧和很多民国时期的时装戏一样，保留了一部分传统戏唱念做打的特征，与之后的京剧样板戏有所不同，例如：大多数角色说京白，包括一部分上口字，杨白劳说韵白，大春的唱腔用小生小嗓，唱腔板式都是传统京剧常用，包括西皮、二黄、反二黄、娃娃调、四平调、高拨子、南锣、吹腔、数板等，角色的身段保留了一些传统的程式。
- 1965年上海芭蕾舞团演出芭蕾舞剧《白毛女》。女主角：蔡国英、茅惠芳饰喜儿；顾峡美、石钟琴饰白毛女。芭蕾舞剧《白毛女》是八个“革命样板戏”之一。该剧在1980年代沉寂之后从1990年代开始有多次上演。《白毛女》为日本松山芭蕾舞团保留剧目之一，由清水哲太郎编舞，森下洋子饰喜儿。

## 课文
歌剧《白毛女》正式成为较稳定的中学语文教材“经典老课文”是在1982年。这一年的新版初中语文课本当中，初三年级下册设了一个戏剧单元，选取了两个剧本。其中一个必讲的就是《白毛女》，课文选取了第一幕的前两场。另一个选讲的是老舍的《龙须沟》。 2007年的教材改版当中，《白毛女》退出了中学语文课本。

## 其他花絮
- 电影 《白毛女》的摄影、剪接、做字幕等班底均為使用中国化名的日籍人士（接收滿影留用者）。這批留用者返回日本後，不少人入職东映，另外部分入職新藤兼人的电影工作室[8]。
- 电影 《白毛女》选择新人田华出演白毛女。她在1954年，与歌剧版白毛女的首位出演者——王昆一同当选为第一届全国人大河北省代表，有作者认为田华的当选即是因电影获得巨大成功的缘故[9]。
- 1943年6月10日，歌剧《白毛女》在延安公演，毛泽东等中共领导人在台下观看，演出结束后，毛泽东仍沉浸在剧情中，不愿与饰演黄世仁的演员握手[10]。

## 图像

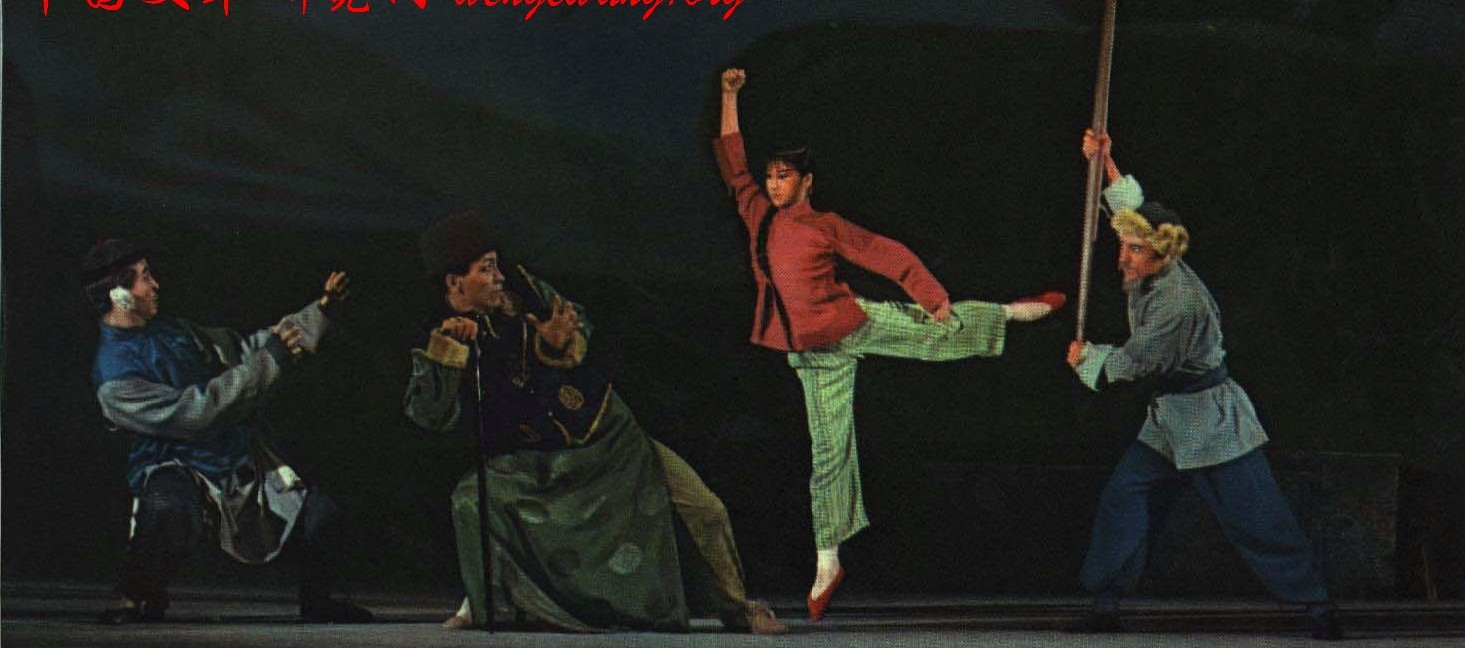
1967-08 1967年 白毛女
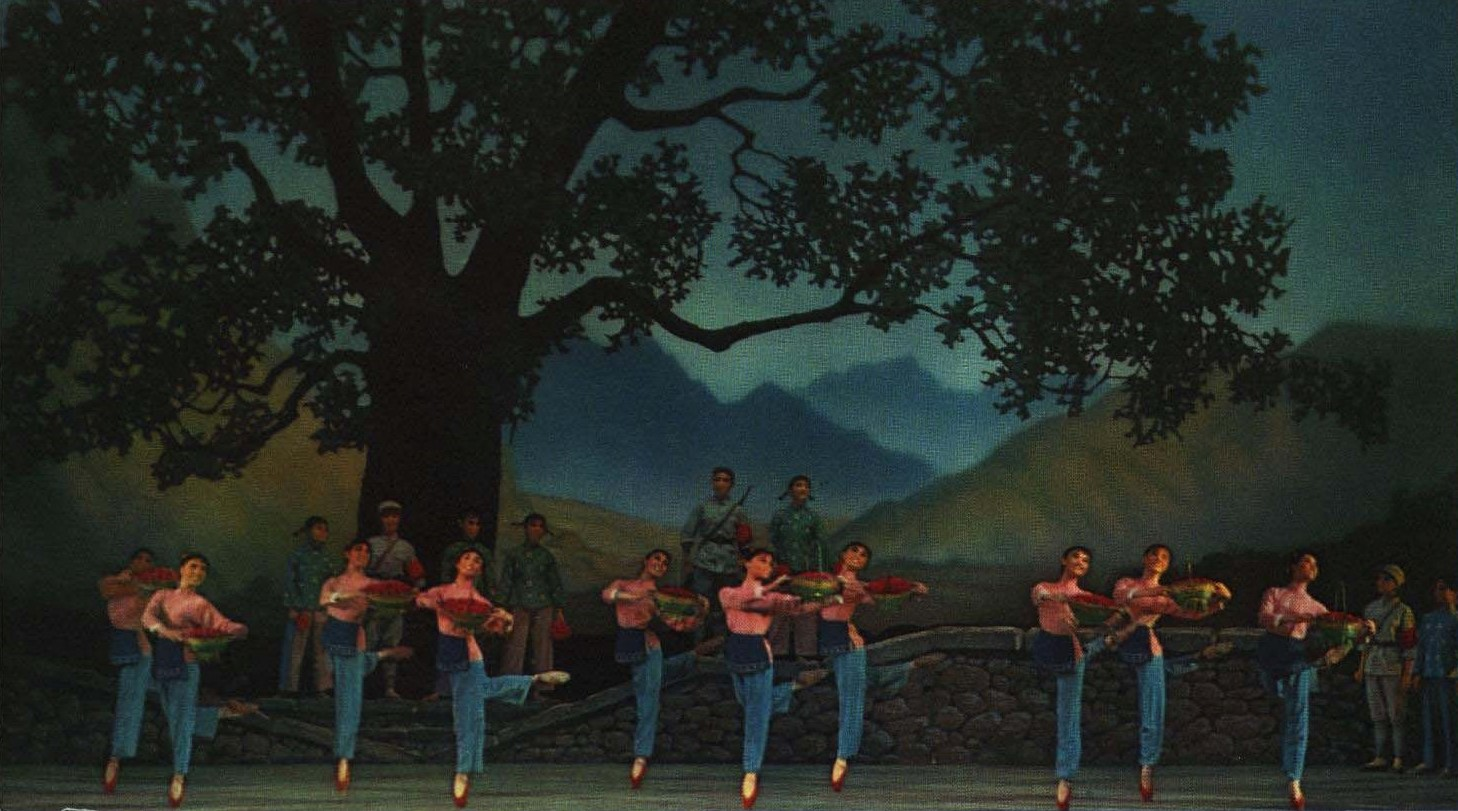
1967-08 1967年 白毛女2
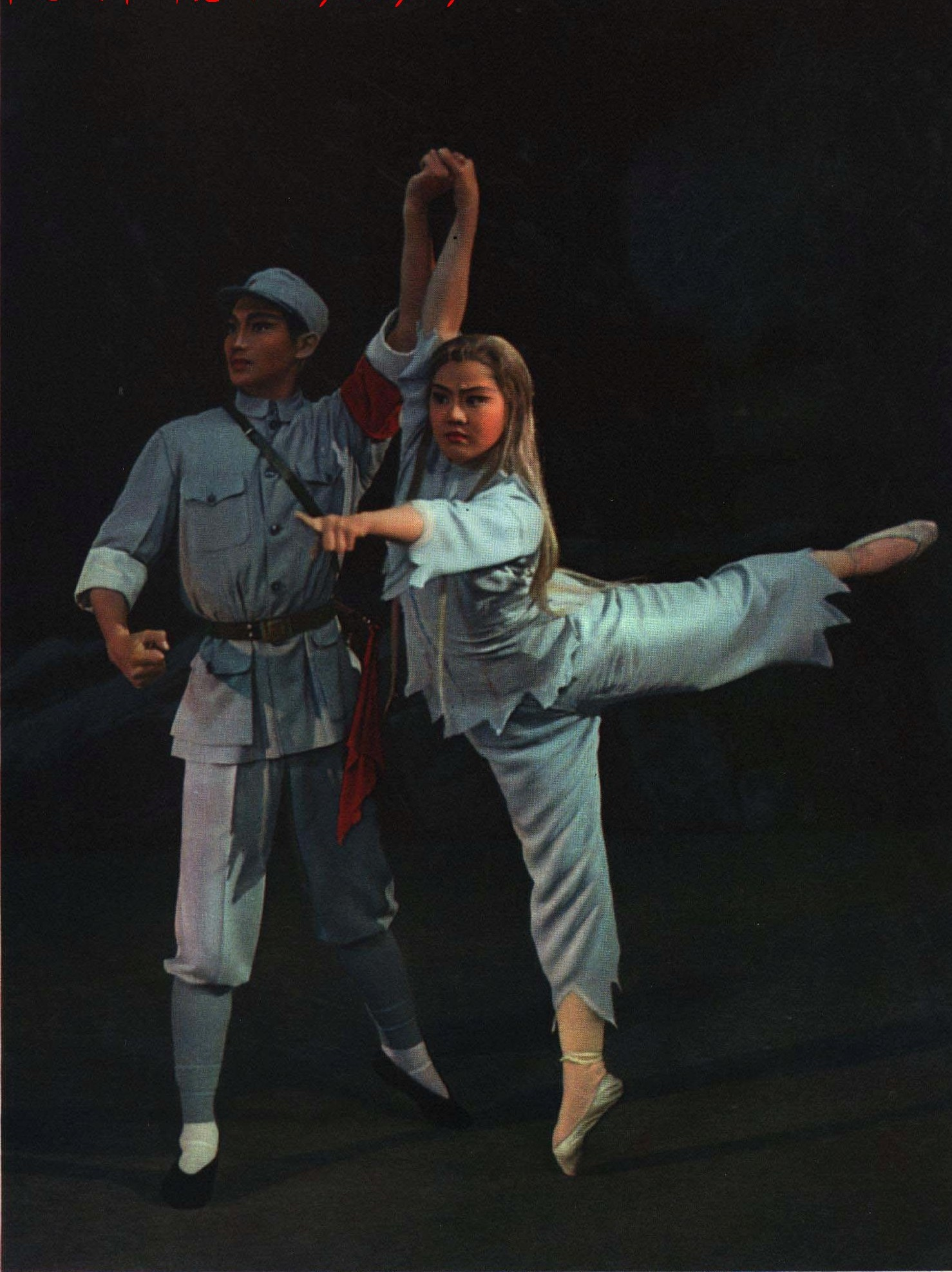
1967-08 1967年 白毛女3

## 衍生作品
- 小品《杨白劳与黄世仁》，表演者：黄宏、范伟、娄乃鸣
- 小戏骨：白毛女